# Васильевская волость (Клинский уезд)
Васильевская волость (в ряде источников — Василёвская волость) — волость в составе Клинского уезда Московской губернии. Существовала до 1929 года. Центром волости было село Васильево.
По данным 1924 года в Васильевской волости было 4 сельсовета: Бушминский, Васильевский, Кабановский и Козловский.
В 1925 году Бушминский с/с был переименован в Юрьевский.
В 1928 году из Юрьевского с/с был выделен Доринский с/с.
В 1929 году Доринский с/с был упразднён.
В 1929 году Васильевская волость включала 4 с/с: Васильевский, Кабановский, Козловский и Юринский.
В ходе реформы административно-территориального деления СССР в 1929 году Васильевская волость была упразднена.